# エドゥアルド・ダンタス
エドゥアルド・ダンタス（Eduardo Dantas、1989年2月3日 - ）は、ブラジルの男性総合格闘家。リオデジャネイロ州出身。ノヴァウニオン所属。ブラジリアン柔術黒帯。元Bellator世界バンタム級王者。エドゥアウド・ダンタスとも表記される。
童顔の可愛らしい顔立ちから「柔術王子」と呼ばれる。

## 来歴
ブラジリアン柔術とムエタイを学び、2007年に総合格闘技デビュー。

### 修斗
2008年11月29日、修斗南米大陸フェザー級（-60kg）王座決定戦でルイス・アルベルト・ノゲイラと対戦し、腕ひしぎ十字固めで一本勝ちを収め王座獲得に成功した。
2009年7月19日、修斗世界フェザー級（-60kg）チャンピオンシップで上田将勝と対戦し、0-3の判定負けを喫し王座獲得に失敗した。
2010年5月30日、修斗で扇久保博正と対戦し、スリーパーホールドで一本勝ちを収めた。

### Bellator
2011年9月24日、Bellator初参戦となったBellator 51のバンタム級トーナメント1回戦でウィルソン・ヘイスと対戦し、パウンドでKO勝ち。10月22日、Bellator 55のバンタム級トーナメント準決勝でエド・ウェストと対戦し、2-1の判定勝ち。11月26日、Bellator 59のバンタム級トーナメント決勝でアレクシス・ヴィラと対戦し、3-0の判定勝ちを収め優勝を果たした。
2012年4月13日、Bellator 65の世界バンタム級タイトルマッチでザック・マコウスキーと対戦し、肩固めで見込み一本勝ちを収め王座獲得に成功した。
2013年2月14日、Bellator 89の世界バンタム級タイトルマッチで同門のマルコ・ロウロと対戦し、パウンドでKO勝ちを収め初防衛に成功した。
2014年3月7日、Bellator 111の世界バンタム級タイトルマッチでアンソニー・レオーネと対戦し、リアネイキドチョークで一本勝ちを収め2度目の防衛に成功した。
2014年10月10日、Bellator 128の世界バンタム級王座統一戦で暫定王者ジョー・ウォーレンと対戦し、0-3の判定負けを喫し王座陥落した。
2016年6月17日、Bellator 156の世界バンタム級タイトルマッチでマルコ・ロウロと再戦し、3-0の判定勝ちを収め王座獲得に成功した。
2016年12月2日、Bellator 166の世界バンタム級タイトルマッチでジョー・ウォーレンと再戦し、2-0の判定勝ちを収め初防衛に成功した。
2017年10月6日、Bellator 184の世界バンタム級タイトルマッチでダリオン・コールドウェルと対戦し、0-3の判定負けを喫し王座陥落した。
2019年6月14日、Bellator 222でフアン・アーチュレッタと対戦するも、2RにKO負けを喫した。この試合後、Bellatorとの契約を更新せずフリーとなった。

### Eagle FC
2022年4月、ハビブ・ヌルマゴメドフがプロモーターを務めるEagle FCと契約した。

## 戦績
| 総合格闘技 戦績 | 総合格闘技 戦績 | 総合格闘技 戦績 | 総合格闘技 戦績 | 総合格闘技 戦績 | 総合格闘技 戦績 | 総合格闘技 戦績 |
| --------------- | --------------- | --------------- | --------------- | --------------- | --------------- | --------------- |
| 30 試合         | (T)KO           | 一本            | 判定            | その他          | 引き分け        | 無効試合        |
| 23 勝           | 5               | 7               | 11              | 0               | 0               | 0               |
| 7 敗            | 3               | 0               | 3               | 1               | 0               | 0               |

| 勝敗 | 対戦相手                                 | 試合結果                             | 大会名                                                                               | 開催年月日     |
| ○    | ジョゼ・アルデイ                         | 2R 4:25 KO（右ハイキック）           | FAC 12                                                                               | 2022年2月6日   |
| ○    | ミケル・コスタ                           | 1R 3:22 肩固め                       | Shooto Brazil 108                                                                    | 2021年7月24日  |
| ×    | フアン・アーチュレッタ                   | 2R 4:59 KO（右ストレート）           | Bellator 222: MacDonald vs. Gracie                                                   | 2019年6月14日  |
| ○    | トビー・ミセッチ                         | 5分3R終了 判定3-0                    | Bellator 215: Mitrione vs. Kharitonov                                                | 2019年2月15日  |
| ×    | マイケル・マクドナルド                   | 1R 0:58 KO（パウンド）               | Bellator 202: Budd vs. Nogueira                                                      | 2018年7月13日  |
| ×    | ダリオン・コールドウェル                 | 5分5R終了 判定0-3                    | Bellator 184: Dantas vs. Caldwell 【Bellator世界バンタム級タイトルマッチ】           | 2017年10月6日  |
| ○    | レアンドロ・イーゴ                       | 5分3R終了 判定2-1                    | Bellator 177: Dantas vs. Higo                                                        | 2017年4月14日  |
| ○    | ジョー・ウォーレン                       | 5分5R終了 判定2-0                    | Bellator 166: Dantas vs. Warren 2 【Bellator世界バンタム級タイトルマッチ】           | 2016年12月2日  |
| ○    | マルコ・ロウロ                           | 5分5R終了 判定3-0                    | Bellator 156: Galvao vs. Dantas 2 【Bellator世界バンタム級タイトルマッチ】           | 2016年6月17日  |
| ○    | マイク・リッチマン                       | 5分3R終了 判定3-0                    | Bellator 137: Halsey vs. Grove                                                       | 2015年5月15日  |
| ×    | ジョー・ウォーレン                       | 5分5R終了 判定0-3                    | Bellator 128 【Bellator世界バンタム級王座統一戦】                                    | 2014年10月10日 |
| ○    | アンソニー・レオーネ                     | 2R 2:04 リアネイキドチョーク         | Bellator 111 【Bellator世界バンタム級タイトルマッチ】                                | 2014年3月7日   |
| ○    | マルコ・ロウロ                           | 2R 3:01 KO（右アッパー→パウンド）    | Bellator 89 【Bellator世界バンタム級タイトルマッチ】                                 | 2013年2月14日  |
| ×    | タイソン・ナム                           | 2R 1:31 KO（右フック）               | Shooto Brazil 33: Fight for BOPE 2                                                   | 2012年8月25日  |
| ○    | ザック・マコウスキー                     | 2R 3:26 肩固め                       | Bellator 65 【Bellator世界バンタム級タイトルマッチ】                                 | 2012年4月13日  |
| ○    | アレクシス・ヴィラ                       | 5分3R終了 判定3-0                    | Bellator 59 【バンタム級トーナメント 決勝】                                          | 2011年11月26日 |
| ○    | エド・ウェスト                           | 5分3R終了 判定2-1                    | Bellator 55 【バンタム級トーナメント 準決勝】                                        | 2011年10月22日 |
| ○    | ウィルソン・ヘイス                       | 2R 1:02 KO（跳び膝蹴り→パウンド）    | Bellator 51 【バンタム級トーナメント 1回戦】                                         | 2011年9月24日  |
| ○    | サムエル・ド・ソウザ                     | 1R 0:20 腕ひしぎ十字固め             | Shooto Brazil 20 【修斗南米大陸フェザー級チャンピオンシップ】                        | 2010年5月30日  |
| ○    | 扇久保博正                               | 3R 1:21 スリーパーホールド           | 修斗 The Way of SHOOTO 03 〜Like a Tiger, Like a Dragon〜                            | 2010年5月30日  |
| ○    | カルロス・ホベルト・ベタオン             | 2R 0:46 KO（パンチ連打）             | Shooto Brazil 14                                                                     | 2009年11月26日 |
| ×    | 上田将勝                                 | 5分3R終了 判定0-3                    | 修斗 REVOLUTIONARY EXCHANGES 1 "UNDEFEATED" 【修斗世界フェザー級チャンピオンシップ】 | 2009年7月19日  |
| ○    | マウリシオ・ドス・サントス・ジュニオール | 5分3R終了 判定3-0                    | WFC 1: Pozil                                                                         | 2009年4月24日  |
| ○    | ルイス・アルベルト・ノゲイラ             | 2R 1:41 腕ひしぎ十字固め             | Shooto Brazil 9 【修斗南米大陸フェザー級王座決定戦】                                 | 2008年11月29日 |
| ○    | フアン・テッサリ                         | 2R 2:33 スリーパーホールド           | Shooto Brazil 7                                                                      | 2008年6月28日  |
| ○    | ウドソン・ホシャ                         | 1R TKO（パンチ連打）                 | Shooto Brazil 5                                                                      | 2008年1月26日  |
| ○    | BJ                                       | 5分3R終了 判定3-0                    | 修斗 BACK TO OUR ROOTS 06                                                            | 2007年11月8日  |
| ×    | アリタノ・シウバ・バルボーザ             | 1R 3:31 反則（サッカーボールキック） | Cassino Fight 4                                                                      | 2007年9月15日  |
| ○    | ファビオ・オリヴェイラ                   | 5分3R終了 判定3-0                    | Shooto Brazil 3: The Evolution                                                       | 2007年7月7日   |
| ○    | ウィリアム・パフディーニョ               | 5分3R終了 判定3-0                    | Shooto Brazil 2                                                                      | 2007年3月24日  |

## 獲得タイトル
- 初代修斗南米大陸フェザー級王座（2008年）
- Bellatorシーズン5 バンタム級トーナメント 優勝（2011年）
- 第2代Bellator世界バンタム級王座（2012年）
- 第5代Bellator世界バンタム級王座（2016年）